# Cheiracanthium africanum
Cheiracanthium africanum es una especie de araña del género Cheiracanthium, familia Cheiracanthiidae, suborden Araneomorphae. Fue descrita científicamente por Lessert en 1921.

## Distribución
Se distribuye por África: Madagascar.